# 扎克里尼奇內
50°12′34″N 26°24′8″E / 50.20944°N 26.40222°E
扎克里尼奇內（羅馬化：Zakrynychne）是烏克蘭西部的村莊，隸屬赫梅利尼茨基州的舍佩蒂夫卡區。該村面積0.61平方公里，海拔高度230米，2001年人口102，人口密度每平方公里168人。